# Don Fury
Don Fury ist ein US-amerikanischer Musikproduzent. Er ist Besitzer eines Tonstudios in New York City und machte sich vor allem einen Namen durch seine Arbeiten in den Genres Punk und New York Hardcore.

## Werdegang
Sein erstes Studio, ein kleiner Rehearsal-Raum in der 17th Street in Manhattan, eröffnete Fury um 1977, zu Beginn der ersten Punkwelle in Großbritannien. Er produzierte einige frühe Punk-Bands der New Yorker Szene, wie Richard Hell and The Voidoids, James Chance, Bush Tetras und die Stimulators. Schon kurz darauf zog er mit seinem Studio in die 18 Spring Street. Neben der Arbeit mit der Art-Punk-Szene etablierte er sich als einer der ersten Produzenten für den, heute als New York Hardcore, bekannten Hardcore Punk aus New York. Seine erste Arbeit in diesem Sektor war die United Blood-Single der Gruppe Agnostic Front. Das Studio wurde schnell zur Anlaufstelle für die gesamte New Yorker Szene um Agnostic Front, Warzone und die Cro-Mags. Durch seine Verbindungen zu Hilly Kristal gelang es ihm, die Hardcore Matinees im CBGB als feste Größe zu installieren.
Don Fury arbeitete danach mit der zweiten Welle des New York Hardcore zusammen, unter anderem mit Madball, Sick of It All, Citizen’s Arrest und Nausea. 1987 produzierte er außerdem die ersten New Yorker Straight-Edge-Bands um das Revelation-Records-Label von Ray Cappo (Youth of Today). Nach dessen Umzug nach Los Angeles arbeitete Fury unter anderem mit Victory Records und Equal Vision Records zusammen. Zudem öffnete er sein Studio auch wieder für Punk-Bands, wie GG Allin, Bouncing Souls und Blanks 77.
Mit dem Erfolg von CIV und Quicksand produzierte er auch seine ersten Major-Bands. In den 1990ern gründete er seine eigene Plattenfirma Building Records, die über TVT Records vertrieben wurde. Am 4. Januar 2001 eröffnete er ein zweites Studio auf Coney Island. Er produzierte dort unter anderem die deutsche Band Rantanplan, The World/Inferno Friendship Society und The Spunks. 2008 zog das Don Fury Studio nach Troy um.

## Produktionen (Auswahl)
- Agnostic Front: United Blood (1983), Victim in Pain (1984), Live at the CBGB (1989), One Voice (1992), Last Warning (1993)
- Blanks 77: Tanked & Pogued (1997)
- CIV: Set Your Goals (1995)
- GG Allin: Brutality & Bloodshed for All (1993)
- Gorilla Biscuits: Start Today (1989), Untitled (1995)
- Lunachicks: Sugar Love (1989)
- Madball: Ball of Destruction (1989), Droppin’ Many Suckers (1992)
- MDC: Magnus Dominus Corpus (2004)
- Quicksand: Quicksand (1990), Slip (1993)
- Rantanplan: 20359 (2007)
- Shelter: Attaining the Supreme (1993), When 20 Summers Pass (2000)
- Sick of It All: We Stand Alone (1991), Scratch the Surface (1994)
- The World/Inferno Friendship Society: Red Eyed Spoul (2006), Addicted to Bad Ideas (2007)
- Yuppicide: Fear Love (1992), Dead Man Walking (1995)